# Associação Desportiva Ninense
Associação Desportiva Ninense é um clube de futebol sediado em Nine, Vila Nova de Famalicão, e fundado em 1970.

## Futebol

### Presenças (incluíndo 12/13)
| | Nome atual                 | Nº presenças por escalão | Títulos |
| --- | -------------------------- | ------------------------ | ------- |
| Nível I                                                                                                 | Primeira Liga              | 0                        | 0       |
| Nível II - Liga de Honra desde 90/91                                                                    | Segunda Liga               | 0                        | 0       |
| Nível II - Liga de Honra desde 90/91 + Campeonato Nacional da 2ª Divisão até 89/90                      |                            | 0 (0 + 0)                | 0       |
| Nível II/III - Campeonato Nacional da 2ª Divisão até 89/90 e 2ª Divisão B desde 90/91                   | Campeonato Nacional        | 0                        | 0       |
| Nível III - Campeonato Nacional da 2ª Divisão desde 90/91 + Campeonato Nacional da 3ª Divisão até 89/90 |                            | 0 (0 + 0)                | 0       |
| Nível III/IV - Campeonato Nacional da 3ª Divisão até 89/90 e 3ª Divisão desde 90/91 como 4º nível       | Terceira Divisão           | -                        | -       |
| Nível IV - 3ª Divisão de 90/91 a 12/13 e primeira div. distrital até 89/90 e desde 13/14                |                            | sem dados                | -       |
| Nível V - 1ª Distrital de 90/91 a 12/13 + Segunda Distrital até 89/90 e desde 13/14                     |                            | sem dados                | 1       |
| Nível VI - 2ª Distrital de 90/91 a 12/13 + Terceira (se houver) Distrital até 89/90 e desde 13/14       |                            | sem dados                | 2       |
| Nível IV/V - 1ª Distrital como 4º nível até 89/90 e após 13/14 e como 5º nível entre 90/91 e 12/13      | Primeira Divisão Distrital | sem dados                | 1       |
| Nível V/VI - 2ª Distrital como 5º nível até 89/90 e após 13/14 e como 6º nível entre 90/91 e 12/13      | Segunda Divisão Distrital  | sem dados                | 2       |
| Taça de Portugal desde 1938/39                                                                          | Taça de Portugal           | 0                        | 0       |
| Taça da Liga desde 2007/08                                                                              | Taça da Liga               | 0                        | 0       |

### Classificações
| Época | I | II | III | IV | V   | Pts | J | V | E | D | GM | GS | +/- | TP |
| 2013-2014 |   |    | *   |    |     | .   |   | . | . | . | .  | .  | .   | -  |
| 2012-2013 |   |    |     |    | 1º  | .   |   | . | . | . | .  | .  | .   | -  |
| 2011-2012 |   |    |     |    |     | .   |   | . | . | . | .  | .  | .   | -  |
| 2010-2011 |   |    |     |    | 13º | .   |   | . | . | . | .  | .  | .   | -  |
| 2009-2010 |   |    |     |    |     | .   |   | . | . | . | .  | .  | .   | -  |
| 2008-2009 |   |    |     |    |     | .   |   | . | . | . | .  | .  | .   | -  |
| 2007-2008 |   |    |     |    |     | .   |   | . | . | . | .  | .  | .   | -  |
| 2006-2007 |   |    |     |    | 8º  | .   |   | . | . | . | .  | .  | .   | -  |
| 2005-2008 |   |    |     |    | 3º  | .   |   | . | . | . | .  | .  | .   | -  |
| I - 1.ª Divisão; II - 2.ª Divisão; III - 3.ª Divisão; IV - 4.ª Divisão; V - 5.ª Divisão; Pts - Pontos; J - Jogos; V - Vitórias; E - Empates; D - Derrotas; GM - Golos Marcados; GS - Golos Sofridos; +/- - Diferença de Golos; TP - Taça de Portugal; * vai participar neste escalão |   |    |     |    |     |     |   |   |   |   |    |    |     |    |

|  |                                    |
|  | Qualificação à divisão superior    |
|  | Desqualificação à divisão inferior |

### Factos Históricos
- Título de campeão da Divisão de Honra da AF Braga – 1
  - 2012–13
- Título de campeão da 1ª Divisão da AF Braga – 1
  - 2011–12

### Elencos
- Cesario Carmo
- Álvaro Silva
- Hélder Guimarães

### Treinadores do clube
- sem dados